# Nataxa flavescens
Espèce
Nataxa flavescens est une espèce d'insectes lépidoptères (papillons) de la famille des Anthelidae.

## Répartition
Cette espèce vit en Australie.